# Kodai Naraoka
Kodai Naraoka (en japonés: 奈良岡功大, Naraoka Kodai, Aomori, 30 de junio de 2001) es un deportista japonés que compite en bádminton.
Ganó una medalla de plata en el Campeonato Mundial de Bádminton de 2023, en la prueba individual. En los Juegos Asiáticos de 2022 consiguió dos medallas de bronce, en las pruebas individual y de equipo.

## Palmarés internacional
| Campeonato Mundial | Campeonato Mundial     | Campeonato Mundial | Campeonato Mundial |
| Año                | Lugar                  | Medalla            | Prueba             |
| ------------------ | ---------------------- | ------------------ | ------------------ |
| 2023               | Copenhague (Dinamarca) | Medalla de plata   | Individual         |
| Juegos Asiáticos   |                        |                    |                    |
| Año                | Lugar                  | Medalla            | Prueba             |
| 2022               | Hangzhou (China)       | Medalla de bronce  | Individual         |
| 2022               | Hangzhou (China)       | Medalla de bronce  | Equipo             |